# Herminia
Herminia is een geslacht van nachtvlinders uit de familie spinneruilen (Erebidae).

## Soorten
- H. acrosema Turner, 1902
- H. aegrota Butler, 1879
- H. albopunctata Rothschild, 1916
- H. amamioshima Owada & Wu, 2019
- H. amolgida Hampson
- H. aneliopis Turner, 1904
- H. angulina Leech, 1900
- H. annulata Leech, 1900
- H. arenosa Butler, 1878
- H. asserta Lucas, 1895
- H. atrilineella Grote, 1872
- H. bicolor Möschler, 1880
- H. borneo Owada & Wu, 2019
- H. brephida Hampson
- H. brunnescens Rothschild, 1920
- H. castanea Rothschild, 1920
- H. centralis Leech, 1900
- H. cervina Hampson
- H. ciliata Pagenstecher, 1888
- H. clathrata Holland, 1900
- H. cribruamlis Hübner, 1793
- H. cristulalis Staudinger, 1892
- H. cruralis Guenée, 1854
- H. curvilinea Wileman & South, 1917
- H. decipiens (Hampson, 1898)
- H. derivalis Hübner, 1796
- H. dictyogramma Sugi, 1977
- H. digramma Prout, 1928
- H. dolosa Butler, 1879
- H. fascialis Leech, 1889
- H. fentoni Butler, 1879
- H. flavicrinalis (Andreas, 1910)
- H. fuliginea Hampson
- H. fumosa Butler, 1879
- H. fusca Hampson, 1895
- H. germana Leech, 1900
- H. grisealis

Boogsnuituil (Denis & Schiffermüller, 1775)
- H. griselda Butler, 1879
- H. helva Butler, 1879
- H. heureka Bryk, 1942
- H. histrio Möschler, 1880
- H. hypocritalis Ferguson, 1982
- H. incerta Leech, 1900
- H. inconspicualis Grote, 1883
- H. innocens Butler, 1879
- H. interrupta Wileman, 1915
- H. jacchusalis Walker, 1859
- H. laevigata Grote, 1872
- H. leechi South, 1905
- H. lignea Butler, 1879
- H. lineosa Moore, 1882
- H. lituralis Hübner, 1888
- H. lunalis Scopoli, 1763
- H. lutalba Smith, 1917
- H. maculifera Butler, 1889
- H. martha Barnes, 1928
- H. minoralis Smith, 1895
- H. mundiferalis Walker, 1865
- H. nakatomii Owada, 1977
- H. nigricaria Osthelder, 1933
- H. nigrisigna Leech, 1900
- H. nigrobasalis Yamamoto, 1955
- H. nubifer Hampson
- H. nyctichroa Turner, 1908
- H. nyctipasta Hampson
- H. obliqualis Leech
- H. obscura Hampson
- H. obscurans Bryk, 1948
- H. obscuripennis Grote, 1872

- H. ochracealis Moore, 1867
- H. ochreipennis Grote, 1872
- H. paupericula Leech, 1900
- H. pedipilalis Guenée, 1854
- H. perdentalis Hampson, 1898
- H. perfractalis Bryk, 1948
- H. planilinea Hampson, 1898
- H. poae Savigny, 1816
- H. protumnusalis Walker, 1859
- H. proxima Christoph, 1893
- H. pulvida Hampson
- H. punctalis Herz, 1904
- H. purpurinia Hampson
- H. rectalis Walker, 1875
- H. robiginosa Staudinger, 1888
- H. santerivalis Ferguson, 1982
- H. simplex Hampson, 1898
- H. simplicicornis Zerny, 1935
- H. sinensis Leech, 1900
- H. stramentacealis Bremer, 1864
- H. subgriselda Sugi, 1959
- H. subnubila Leech
- H. subtriplex Strand, 1919
- H. sugii Owada, 1980
- H. tarsicrinalis

Schaduwsnuituil (Knoch, 1782)
- H. tarsicrinata Bryk, 1948
- H. tarsipennalis

Lijnsnuituil Treitschke, 1835
- H. tenuialis (Rebel, 1899)
- H. terminalis (Wileman, 1915)
- H. tetropis Hampson
- H. theralis Walker, 1859
- H. tomarinia Bryk, 1942
- H. triplex Leech, 1900
- H. tristriga Kozhantschikov, 1929
- H. umbrosalis Staudinger, 1892
- H. vanica Möschler, 1880
- H. vermiculata Leech, 1900
- H. vicaria Hampson
- H. violacealis Staudinger, 1892
- H. yaeyamalis Owada, 1977
- H. yakushimalis Sugi, 1959
- H. yuksam Owada & Wu, 2019
- H. zammodia Bethune-Baker, 1911
- H. zelleralis Woche, 1850